# Matta hambletoni
Matta hambletoni is een spinnensoort in de taxonomische indeling van de Tetrablemmidae.
Het dier behoort tot het geslacht Matta. De wetenschappelijke naam van de soort werd voor het eerst geldig gepubliceerd in 1934 door Crosby.